# オンデマンド印刷
オンデマンド印刷（オンデマンドいんさつ）とは、「要求があり次第（オンデマンド）」に迅速に印刷する方法。注文印刷のこと。大量に印刷する場合、オフセット印刷では「版」を作る必要があり、また試し刷りも必要であることから印刷物の完成まで時間がかかるが、版の製作が不要なデジタル印刷機が登場し現実のものとなった。本来は印刷技法を指す用語ではなく印刷のあり方をしめす用語であって、オフセット印刷であってもごく短納期・少部数であれば、オンデマンド印刷と称することもある。
デジタル印刷は米国ゼロックス社が開発したDocuTech（英語版）がその市場を開発した。近年では、コニカミノルタが参入したのをはじめ、リコー、キヤノンも相次いで新製品を投入しており、複写機に次ぐ大きな市場として注目されている。

## オンデマンド出版
PediaPressとの業務提携により、ユーザーがウィキペディアから選んだ複数の項目をブックにまとめて出版するサービスが導入された。
アマゾンジャパンでは印刷・製本・出荷を単独で行っている。